# Иван Цибулка
Иван Вацлав Цибулка (на чешки: Iwan Waclaw Cibulka, презимето му още срещано и като Венцеслав) е чешки виолончелист и музикален педагог, прекарал голяма част от живота си в България. Той е първият виолончелист, концертирал в страната. Съпруг е на вокалната педагожка проф. Мара Цибулка и баща на композитора Кирил Цибулка.

## Биография
Иван Цибулка е роден през 1880 година в Прага. На 10 години започва да взима уроци по виолончело. Той е един от първите професионални чешки виолончелисти.
Пристига в България през 1900 година и започва работа в Гвардейския оркестър, след което става първият виолончелист в оркестъра на Народна опера – София. Запознава българската публика с непознатия дотогава в страната инструмент, както и с множество концерти за виолончело на Антонин Дворжак, Йозеф Хайдн, Камий Сен-Санс и други композитори. През 1901 година основава един от първите струнни квартети в България, в чийто състав влизат Йозеф Швертнер, Фр. Ханел и Клингер. Този квартет съществува само две години, но дава силен начален тласък на камерно-музикалните прояви в България.
През 1908 година Цибулка става един от съоснователите на Българска оперна дружба (днес Национална опера и балет), а през 1924 година – и на Българската народна филхармония (днес Софийска филхармония) и неин дългогодишен председател.
През 1921 година Иван Цибулка се дипломира в Лайпцигската консерватория в класа на Юлиус Кленгел. В същата година се жени за певицата и вокална педагожка Мара Маринова, след 15-годишно познанство, през което чака позволение от Ватикана да премине в лоното на Източно-православната църква. През 1927 година се ражда синът им, Кирил Цибулка. Мара Цибулка се присъединява към инструменталния дотогава камерен квинтет на Цибулка (виолончело), Ханс Кох (цигулка), Ото Даубе (пиано), Боян Константинов (цигулка) и Йозеф Силаба (виола).
Цибулка проявява голяма музикална култура и качества на изпълнител в своята солова и концертна дейност под диригентството на Исай Добровен, Мойсей Златин, Юрий Померанцев в Българската народна филхармония и в Академичния симфоничен оркестър с диригент Саша Попов. За камерни изпълнения Цибулка работи още с композитори като Андрей Стоянов, Менахем Бенсусан, диригента и клавирен педагог Хенрих Визнер и други. Прави няколко концертни турнета в Германия и Чехословакия. Един от големите му международни успехи е през 1918 година със солово участие в концертната зала Гевандхаус в Лайпциг.
Освен като изпълнител, Цибулка се изявява и като музикален педагог. Между 1907 и 1934 година той работи в Частното и Държавното музикално училище в София, както и в Държавната музикална академия, където през 1925 година става професор, а през академичната 1933 – 1934 година изпълнява функциите на директор. Въпреки че в началото се сблъсква с много предразсъдъци по отношение на музикантската професия и трудно намира желаещи да учат виолончело, постепенно Цибулка изгражда цяла школа в България. Сред възпитаниците му са виолончелисти като Веселин Вапорджиев, Кирил Вапорджиев, Ангел Борисов и Константин Кугийски.
Композира творби за камерен оркестър, солови пиеси за виолончело, маршове за симфоничен оркестър и други.
Награден е със златен орден за наука и изкуство.